# Marquinho (football)
Pour les articles homonymes, voir Marquinho et Marquinhos (homonymie).
Marco Antonio de Mattos Filho, dit Marquinho, est un footballeur brésilien né le 3 juillet 1986 à Passo Fundo à Fluminense.

## Biographie

### SE Palmeiras
Marquinho a commencé le football au Gaúcho-RS. Il a fait plusieurs centres de formation avant d'arriver au SE Palmeiras. Dans l'équipe réserve, il s'impose et devient la nouvelle pépite du club, il menace son coach de ne pas renouveler son contrat, se plaignant de ne pas jouer avec l’équipe pro. 
Son premier match avec l'équipe pro se déroule le 18 janvier 2007, pour une victoire des Palmeiras 4-2 face au São Paulo FC. Il inscrit son premier but contre Goiás.

### Botafogo FR
En août 2007, Marquinho, en manque de temps de jeu, est transféré au Botafogo FR.

### Figueirense FC
En 2008, il quitte déjà Botafogo, club à l’époque en crise, pour se relancer au Figueirense FC. Il devient titulaire indiscutable lors de la saison.

### Fluminense FC
À la fin de son contrat, il est transféré début 2009 au Fluminense FC. À la fin de l’année 2009, alors que Fluminense est dans la zone rouge du championnat, Marquinho marque le but du maintien contre Coritiba lors du dernier match, évitant ainsi au Fluminense la descente en deuxième division. Il devient donc la nouvelle star du club. Marquinho avait un rôle important dans la formation tactique de Fluminense lors de l’année du titre en 2010, étant devenu le "chouchou" du technicien Muricy Ramalho. En 2011 il est l'un des joueurs cadre de l'équipe, avec de très belles prestations, et des buts décisifs.

### AS Rome
Le 31 janvier 2012, il est prêté six mois au club de la capitale avec option d'achat. Il signe donc dans son premier club européen, qui a déboursé 300 000 € pour se le faire prêter, et rejoint ainsi ses compatriotes Cicinho, Juan, Rodrigo Taddei et Fábio Simplício.
Le 19 février 2012, il joue son premier match en Italie en remplaçant Miralem Pjanić à la 80e minute face à Parme, victoire 1-0 des Giallorossi, une semaine plus tard, il fête sa première titularisation contre l'Atalanta Bergame.
Le 1er avril 2012, il marque son 1er but avec la Roma, le but de l'égalisation contre Novara, pour une victoire finale 5 buts à 2, il a été nommé homme du match.
À la fin de la saison, l'option d'achat de 3,5 M€ est levée et il signe au club pour quatre ans. En janvier 2014, il est prêté à l'Hellas Vérone. Il enchaine ensuite avec un prêt en Arabie Saoudite dans le club de Al Ittihad pendant une saison, dans lequel il effectue sa meilleure saison avec un bilan de 13 buts en 31 matchs.
Udinese
Après ses deux prêts, le Brésilien est transféré à l'Udinese, ou en six mois il jouera 13 matchs pour 0 but.
Al-Ahli
Après une demi-saison décevante du côté de l'Italie, il est prêté une saison aux Émirats arabes unis dans le club de Al-Ahli, avec 24 matchs et 4 buts à la clé.
Retour au Brésil
Après quatre ans en Europe et en Asie, Marco décide de retourner dans son pays natal et s'engage le 14 juillet 2016 pour 3 ans avec son ancien club, le Fluminese. Pour sa première saison, il finit 13e du championnat brésilien.

## Palmarès
En Club
- SE Palmeiras
  - Champion Paulista -20ans

- Botafogo FR
  - Vainqueur de la Coupe Rio en 2007

- Figueirense FC
  - Vainqueur du Championnat de Santa Catarina en 2008

- Fluminense FC
  - Champion du Brésil en  2010
  - Vainqueur du Trophée Osmar Santos en 2010
  - Vainqueur du Trophée João Saldanha en 2011

En Sélections
- Brésil -20ans
  - Champion Sud-Américain -20ans